# Titanfall 2
A Titanfall 2 egy jövőben játszódó videójáték.
Legfőbb érdekessége a játéknak a 'Titánok' és minden titánnak van egy „pilótája”, aki irányítja. A pilóták szuperképességeket és különféle fegyvereket, valamint védelmet kapnak abban az esetben, hogyha a saját titánjukban tartózkodnak.
A játék nagyon sok ember tetszését elnyerte, és a színvonala is jóval nagyobb  mint a Call Of Duty. Ez egy olyan jó alkotás volt, amely a vevők szerint jelenleg jóval jobban sikerült, mint a legújabb CoD:az Infinite Warfare.[forrás?]